# Das Superhirn
Das Superhirn (Le Cerveau) ist eine französisch-italienische Filmkomödie von Gérard Oury im Stile eines sogenannten Heist-Movies, die 1969 gedreht wurde. Der aufwendig inszenierte Film schildert, wie konkurrierende Gauner am 6. Juli 1967 einen geheimen Geldtransport der NATO auf der Fernverkehrsstrecke vom Bahnhof Paris-Nord nach Brüssel berauben. Die verrückte Geschichte wurde durch den Postzugraub 1963 in England inspiriert.

## Handlung
Die beiden sympathischen und recht naiven Kleinganoven Arthur und Anatole schmieden den Plan, einen mit Geldsäcken der NATO beladenen Zug auszurauben, der von Paris nach Brüssel fahren soll. Arthur ist extra für die Durchführung ihres Raubzuges vier Tage vor seiner Entlassung aus dem Gefängnis geflüchtet. Dabei ahnen sie nicht, dass auch andere Gauner, unter ihnen das „Superhirn“, dasselbe Ziel verfolgen.
Das sogenannte „Superhirn“ ist ein berüchtigter Brite, der fünf Jahre vorher den Postzug Glasgow–London ausgeraubt hat. Seine enorme Intelligenz lässt seinen Kopf beim Nachdenken durch das hohe Gehirngewicht zur Seite fallen. In seiner zweiten Identität als NATO-Offizier Colonel Matthews ist er praktischerweise beauftragt, den millionenschweren (5 Millionen Pfund Sterling) Geldtransport der 14 NATO-Mitgliedsländer durchzuführen, die in mehreren Seesäcken mit den Flaggen der NATO-Mitgliedsstaaten zur Identifizierung versehen sind.
Der cholerische, etwas dümmliche Boss der sizilianischen Mafia, Frankie Scannapieco, ist ein weiterer Konkurrent im Rennen um die Millionen. Scannapieco agiert zunächst als Komplize von Matthews und soll das zu stehlende Geld waschen, hintergeht diesen dann aber, da ihm sein Anteil an der Beute zu gering ist. Scannapiecos schöne Schwester Sofia hat ein Auge auf Matthews geworfen, was den heißblütigen Sizilianer – der ihre „Ehre“ schützen will – zur Weißglut treibt.
Das Superhirn und seine Bande wollen den Raubzug genauso abwickeln wie beim Überfall auf den Postzug. Auch Arthur hat jenen Raub genau studiert und will ihn mit Anatole durchführen. Sie kommen zwar zuerst an die Geldsäcke und werfen sie von einer Brücke, wo sie aber von den als Feuerwehrmänner verkleideten Komplizen des Superhirns verladen und abtransportiert werden. Bei der Flucht kommen letztere in eine Polizeikontrolle und werden festgesetzt, wobei sich die falschen Polizisten, die Scannapiecos Leute sind, des Geldes bemächtigen.
Es entwickelt sich eine haarsträubende Verfolgungsjagd, die im Hafen von Le Havre nach dem Muster „Wie gewonnen, so zerronnen“ ihr Ende findet. Bei der Verladung einer verkleinerten Figur der Freiheitsstatue auf den Transatlantikliner France gelingt es ihnen nämlich, das geheime Geldversteck im Inneren der Statue ausfindig zu machen, doch die Geldscheine verteilen sich im gesamten Hafengebiet. Arthur, Anatole und das Superhirn fliehen an Bord der France und verbünden sich, um in den USA einen neuen Coup durchzuführen.

## Hintergründe
Bis 1967 war der Sitz der NATO im und um den Palais de Chaillot in Paris. Nach Frankreichs Rückzug aus den militärischen NATO-Strukturen erfolgte der Umzug nach Brüssel im Nordwesten der Stadt auf dem Boulevard Leopold.
Mit über fünf Millionen Zuschauern war der Film in Frankreich sehr erfolgreich.
Der Film wurde ab dem 10. Juli 1968 in den Studios von Saint-Maurice (Val-de-Marne) vom französischen Filmkonzern Gaumont und der italienischen Produktionsfirma Dino De Laurentiis Cinematografica parallel in Französisch und Englisch gedreht, da die amerikanischen Geldgeber keine synchronisierte Fassung akzeptiert hätten.
Das Titellied The Brain (der gleichnamige englische Filmtitel) wird interpretiert von The American Breed. Die weitere Filmmusik stammt von Georges Delerue.

## DVD
Am 4. Dezember 2006 erschien eine Doppel-DVD-Edition. Während sich auf der ersten DVD die Kinofassung befindet, ist auf der zweiten die sechs Minuten längere Originalfassung zu sehen. Die zusätzlichen Minuten sind nicht synchronisiert worden. aber mit deutschen Untertiteln versehen.

## Kritiken
„Große Stars und Komiker in Laune und mit Spielwitz.“

„Einfallsreich inszenierte und brillant gespielte Kriminalkomödie mit einer Fülle von überraschenden Gags.“

„...fehlt dem „Superhirn“ vor allem am Anfang der nötige spritzige, frische Witz und das richtige Timing, um als Gaunerkomödie überzeugen zu können, sodass unterm Strich lediglich ein in kleineren Teilen geglückter Gangsterfilm präsentiert wird, der mit einem interessanten Plot und zumindest einer sehr guten Besetzung aufwarten kann.“

„Der legendäre Postraub, der 1964 ganz England in Atem hielt, hat schon mehrere Filmemacher inspiriert. Komödienspezialist Gérard Oury machte daraus eine einfallsreiche Krimi-Groteske, in der David Niven und Jean-Paul Belmondo hinreißend witzig sind.“

„Aufwendige Turbulenz um den sorgsam geplanten und dann doch gescheiterten Raub der NATO-Kasse. Gekonnter Spaß mit intelligenten Einfällen in brillanter Besetzung, der ohne Ernstnehmen genossen werden will. Ab 14 wird das sicher gelingen.“